# آبشورك (أيسين)
آبشورك (بالفارسية: ابشورک) هي مستوطنة تقع في إيران في قسم أيسين الريفي. يقدر عدد سكانها بـ 2,056 نسمة .